# Regina Quintanilha
Regina da Glória Pinto de Magalhães de Sousa e Vasconcelos, coneguda com a Regina Quintanilha (Santa Maria, 9 de maig del 1893 - Lisboa, 19 de març del 1967) fou una advocada i activista feminista portuguesa, una de les primeres llicenciades en Dret per la Universitat de Coïmbra. Fou la primera dona a exercir com a advocada a Portugal, la primera procuradora judicial i la primera registradora de la propietat en actiu a Portugal.

## Biografia
Regina Quintanilha nasqué el 9 de maig del 1893 a Santa Maria, municipi de Bragança. Era filla de Josefa Ernestina Pinto de Magalhães i de Francisco António Fernandes, tots dos de famílies prominents de la burgesia de Trás-os-Montes. Era descendent per la branca materna del navegant Fernando de Magalhâes i de famílies nobles de Sabrosa, i pel costat patern dels "Quintanilha", rics terratinents d'aquesta localitat. Tot i que Quintanilha no és el cognom del seu pare, l'adoptà en honor als seus avantpassats.

### Educació
Durant la infantesa i joventut, Regina Quintanilha va rebre una educació privilegiada per a l'època. Inicialment la va educar sa mare a casa, que també era escriptora i mestra de primària; i després estudià en el Colégio das Franciscanas i al Liceu de Bragança. Allí fou alumna del pianista, compositor i mestre José Viana da Motta. Amb 16 anys, visqué a Porto i estudià al Colégio de Nossa Senhora da Conceição i al Liceu Rodrigues Ferreira, on va acabar la secundària.
El 1910, a Portugal, a les dones se'ls vedava l'exercici de professions liberals. Així i tot, amb 17 anys, Regina Quintanilha es matriculà en la Facultat de Dret de la Universitat de Coïmbra. El seu cas fou deliberat pel Consell Universitari i, el dia 24 d'octubre, pocs dies després de la constitució de la República Portuguesa, entrà en la universitat, en la primera tanda d'alumnes en educació superior a Portugal. Fou companya d'António d'Oliveira Salazar i Manuel Gonçalves Cerejeira.

### Exercici professional
Amb notes exemplars, acabà en tres anys i el 1913, amb tan sols 20 anys, fou proposada per al càrrec de degana del recentment creat Liceu Femení de Coïmbra. Regina Quintanilha va rebutjar l'oferta perquè volia exercir l'advocacia, cosa que el Codi Civil portugués del 1867 prohibia a les dones. Va apel·lar al Tribunal Suprem de Justícia de Portugal.
El 14 de novembre del 1913, Regina Quintanilha va rebre autorització del president de la Cort Suprema de Justícia per a exercir l'advocacia, i debutà aquest mateix dia amb la toga d'advocats en el Tribunal de Boa-Hora, a Lisboa, com a primera advocada de Portugal. El fet aparegué en A Luta, Diário de Notícias, O Século, A República, Ilustração Portuguesa i O Ocidental, o en alguns òrgans de la premsa feminista com A Matinada, de la Lliga Republicana Portuguesa Femenina (LRMP), que a més de felicitar-la, l'elogià per la seua saviesa i mestratge.
El 1917 es casà amb Vicente Ribeiro Leite de Sousa i Vasconcelos, llavors jutge i més tard conseller de la Cort Suprema de Justícia. Van tenir dos fills, Maria Regina Quintanilha de Sousa i Vasconcelos, pianista i directora del Centro de Cultura Musical de Nàpols, i Vicente Fernando Quintanilha de Sousa i Vasconcelos.
Al 1918, la llei portuguesa fou modificada durant la presidència de Sidónio Pais, i es creà el Decret núm. 4676, que reconeixia a les dones la facultat d'exercir professions en el servei públic. Els càrrecs directius, però, continuarien sent per als hòmens i el dret al vot continuaria prohibit per a les dones. Així, Regina Quintanilha començà a exercir les funcions de fiscal judicial i conservadora del cadastre, la primera dona a realitzar aquestes activitats en tota la península Ibèrica. També començà a treballar com a notària, la segona dona a ocupar el càrrec a Portugal, després d'Aurora de Castro Gouveia.
En la lluita pels drets de les dones, a la fi de la dècada del 1910, Regina Quintanilha entrà en el Consell Nacional de Dones Portugueses (CNMP), presidit per la doctora Adelaide Cabete. En fou presidenta de l'Assemblea General (1917 - 1919), de la Secció d'Emigració, secretària de Relacions Exteriors i presidenta de la Secció de Legislació. El 1924 presentà la tesi Reclamacions polítiques de les dones portugueses al Primer Congrés Feminista i d'Educació a Lisboa. Va escriure alguns articles en el butlletí oficial de la CNMP, com ara As Leis e A Mulher, en què criticava la mentalitat conservadora i les lleis que no s'adaptaven a l'època en què vivien.
Més tard, per invitació del ministre de Justícia João Catanho de Meneses, Regina Quintanilha se n'anà al Brasil, en la delegació diplomàtica portuguesa que tenia com a objectiu col·laborar en l'elaboració de noves reformes de la Llei brasilera. Romangué cinc anys en aquest país i va obrir un despatx a Rio de Janeiro. Després viatjà a Nova York, on també va tenir un bufet d'advocats.
Anys més tard, durant l'Estat Nou, torna a Lisboa, i s'incorpora a Obra das Mães pela Educação Nacional (OMEN). Treballà com a advocada per a algunes empreses franceses en territori portugués, i se'n retirà al 1957.
Va morir el 19 de març del 1967, als 73 anys, a Lisboa, a la seua casa.

## Homenatges i llegat
- Al 1941, amb motiu de la celebració del 25 aniversari de la seua carrera professional, una comissió composta per 67 dones portugueses, coordinada per l'activista del Consell Nacional de Dones Portugueses i periodista Judite Maggiolly, va realitzar un acte en honor a Regina Quintanilha, en la Societat Nacional de Belles Arts, amb un llibre amb textos dedicats per desenes de personalitats de diversos àmbits de la societat portuguesa, entre ells el president de la República, el general António Óscar de Fragoso Carmona.[21]
- El 1992, l'obra Llibre d'or de Quintanilha fou donada al Col·legi d'Advocats pels seus descendents. L'obra a la Biblioteca del Col·legi d'Advocats de Portugal.[22]
- El 2017, amb motiu del Dia Internacional de les Dones, la Sala del Consell General de l'Il·lustre Col·legi d'Advocats de Portugal passà a denominar-se amb el seu nom.[23]
- El seu nom apareix en carrers d'alguns municipis portuguesos, com ara Tavira i Montijo.